# Istoria Georgiei

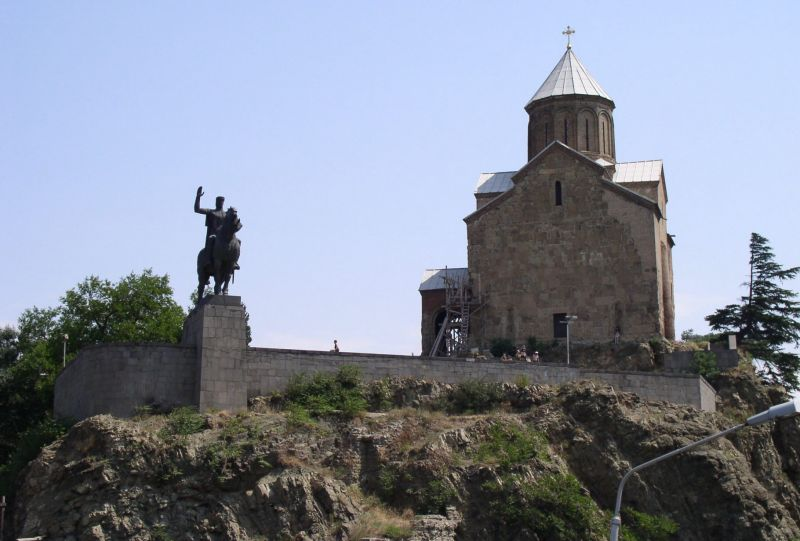
Biserica Metechi şi statuia ecvestră a regelui Vahtang I. Gorgasali în Tbilisi, imagine de Holger Zacharias

Georgienii formează unul din cele mai vechi popoare ale lumii. Acest popor a luat ființă din trei asociații tribale: kartlii, megrel-chanii (lazii) și svanii. Primele organizații statale de pe teritoriul Georgiei de azi au fost Colhis și Iberia, care au pus bazele unei însemnate civilizații. Istoria acestei civilizații, ajunsă la apogeul său în secolele XII și XIII, este marcată de numeroase invazii și cuceriri ale imperiilor vecine Caucazului de-a lungul timpului. În pofida acestor vitregii, poporul georgian și-a păstrat identitatea națională și culturală.

## Preistoria

### Epoca de piatră
Cele mai vechi resturi umane (Homo erectus) din Georgia provin din Dmanisi.
Cele mai vechi așezări din Georgia sunt datate din paleoliticul mijlociu, Acheulean. Unul dintre cele mai mari situri este situat în Jaschtchwa la nord de Suhumi. Acest loc a fost populat până în neolitic. 
Începând cu anul 40.000 î.e.n., în paleoliticul superior, apare pentru prima dată în regiune omul de Cro-Magnon.

### Epoca cuprului, bronzului și fierului
Începând cu chalcoliticul, aceste populații s-au remarcat prin prelucrarea metalelor. Se disting pentru acea perioadă: cultura Odischi, grupele Sioni și Maikopi (în vest); cultura Șulaveri, grupul Sioni (în est), cu stațiunile reprezentative Șulaveri Gora și Chramis Didi Gora.
În epoca bronzului timpuriu se produc schimbări în structura socială, dovedite de înmormântările tumulare de tip Martqopi și Bedeni ale culturii Kura-Araxes, de vestigiile de așezări fortificate și de dezvoltarea metalurgiei. O așezare fortificată cu două necropole în preajmă a fost descoperită în Kvazchelebi, tumuli cu manta din piatră sau pământ, în ale căror camere funerare s-au găsit inventare care reflectă statutul social al defuncților, la Martqopi și Bedeni.
Pe la mijlocul mileniului al II-lea î.Hr., în epoca mijlocie a bronzului, populațiile existente pe teritoriul Georgiei s-au organizat în asociații tribale cu o structură pregnant ierarhizată, în cadrul cărora s-au dezvoltat în mod deosebit agricultura, tehnologiile metalurgice și olăritul. Vasele din aur și argint, podoabele și numeroasele obiecte de lut descoperite în regiunea muntoasă Trialeti din centrul țării dau dovadă de un nivel înalt de civilizație. Aceste mărturii sunt atribuite generic „culturii Trialeti”, care poate fi caracterizată mai ales prin dimensiunile impresionante și structura tumulilor. În unele morminte au fost găsite pe lângă piese de port și care de lemn cu patru roți.
În Bronzul târziu și în epoca timpurie a fierului apar unele schimbări ale tipurilor de habitat, ale formelor de ceramică și tipurilor de armă. Acestea din urmă sunt influențate și de apariția metalurgiei fierului. Descoperiri arheologice, caracteristici lingvistice și surse scrise atestă aportul triburilor georgiene la dezvoltarea tehnologiilor metalurgice din Orientul Apropiat și din lumea elenă. Conform izvoarelor grecești, chiar procedeele de obținere a fierului din minereuri au fost descoperite de vechii georgieni.

## Antichitatea

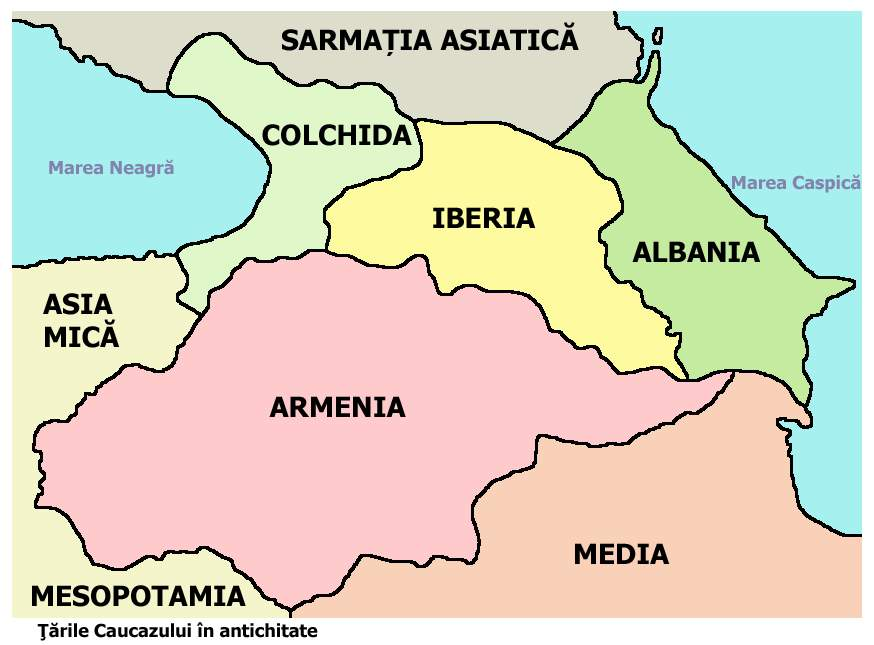

### Regatele vechi ale Colhidei și Iberiei
În secolul al XIII-lea î.Hr. a fost întemeiat primul regat pe teritoriul actual al Georgiei, Diaochi, prin uniunea mai multor triburi kartvelice. Acesta a fost probabil una din cele mai puternice organizații statale de pe țărmurile Mării Negre și a dăinuit până la mijlocul secolului al VIII-lea î.Hr., când a fost înlocuit de statul Colhida, a cărui existență este menționată  pentru perioada dintre secolele IX și VIII î.Hr. de izvoare urartiene, prin denumirile de „Kolcha” sau „Kulcha”. Acest regat din vestul Georgiei a dăinuit până în secolele II-I î.Hr., când regiunea a devenit o parte statului roman, străbătută de limesul caucazian. În perioada sa târzie, regatul a bătut monede proprii din argint, așa-numiții tetrii.  
Mitologia popoarelor din Colhida era influențată de miturile sumerian-babiloniene. Legenda lui Prometeu, ținut captiv de Zeus în munții Caucazi, are parțial, se pare, chiar origini caucaziene. Aici, Prometeu era cunoscut sub numele de Amirani. Și legenda argonauților relevă interesul deosebit al elenilor pentru bogățiile Colhidei. Lâna de Aur căutată de argonauți aparținea regelui legendar Aeetes din Colhida, fiul lui Helios și tatăl fatidicei Medeea. Legenda pomenește un râu Fazis pe meleagurile Colhidei, identificat cu râul Rioni, și orașul Eea drept capitală a regatului. Coloniștii greci au apărut în Colhida în decursul secolelor VII și VI î.Hr., fondând polis-urile Dioscuridas (azi Sukhami), Fazis (azi Poti) și Pityus.
În regiunile de est, sud și parțial în zona de vest a Georgiei se extinde începând cu secolul al IV-lea î.Hr. regatul Kartli, numit în izvoarele antice și bizantine Iberia sau Iviria, cu capitala la Mtsjeta, despărțit de Colhida de lanțul muntos Lichi. Arealul acestei culturi cuprindea estul Georgiei de azi, părți din Daghestan și din Albania Caucaziană (teritoriul actual al Azerbaidjanului). Întemeietorul mitic al regatului se numea Parnavaz. Acestui rege îi este atribuită prin legendă născocirea alfabetului georgian  și adoptarea dialectului kartlic ca limbă oficială a regatului. Iberia a avut, ca și Colhida, relații strânse cu Grecia, Parția și cu Imperiul Ahmenid, față de care amândouă regatele se aflau în raporturi de vasalitate. În Munții Caucaz se exploata aurul, argintul, cuprul și fierul. Grecii i-au cunoscut pe georgieni mai ales ca făuritori de arme.
După cucerirea Persiei de către Alexandru Macedon, în anul 333 î.Hr., regatul Colhidei și cel al Iberiei au devenit independente. În timpul războaielor dintre diadohi, care au urmat stăpânirii lui Alexandru, statele georgiene au fost cucerite de comandantul pontic Ason, care a instituit un regim de teroare. Iberia a putut scutura după scurt timp stăpânirea pontică și a unificat toate ținuturile georgiene în afara Colhidei sub stăpânirea sa.

### Antichitatea târzie
În războaiele mitridatice, Colhida a fost ca provincie, Iberia ca vasal al Pontului antrenată în lupta împotriva Romei. Între anii 65 și 64 î.Hr. statele georgiene au fost cucerite de generalul Pompei. Colhida a devenit astfel provincie romană, Iberia protectorat al Romei.
Statul Colhida a început să se destrame în decursul secolului al II-lea î.Hr. Pe teritoriul său s-au format treptat cinci regate, drintre care Lazica (Egrisi în georgiană), întemeiat de lazii care veneau din sudestul Georgiei, era cel mai puternic și se întindea până în zona Caucazului de Nord. La sud de Lazica se aflau regatele heniochilor și al macronilor, la nordul său statele apasgilor și apșililor. Statul apasgilor a devenit mai târziu Abhazia.
Regatul Iberiei a devenit foarte puternic între secolele I și III d.Hr., întinzându-se spre sud și ocupănd ținuturi de pe teritoriul de azi al Armeniei. Această perioadă este caracterizată de o exercitare puternică a influenței romane, sub împărații Vespasian și Hadrian. Despre un rege al Iberiei, Parsman al II-lea, se știe că a făcut o vizită la Roma în timpul împăratului Antoninus Pius (138-161). Lui Parsman i s-a permis atunci să oficieze sacrificii pe colina capitolină, după plecare i s-a înălțat într-unul din templele Romei o statuie ecvestră. După ascensiunea Imperiului Sasanid, regiunile estgeorgiene au fost cedate de romani prin pacea de la Nisibis din 298 Persiei, în schimbul unor ținuturi din nordul Mesopotamiei. În decursul secolului al IV-lea, linia dinastică partică-arșachidă a fost înlocuită în Iberia de chorosvizii de origine persană.
Creștinismul a pătruns în Georgia de vest mai ales prin misionarea apostolului Andrei. Iberia s-a numărat printre primele țări din lume care au adoptat creștinismul ca religie de stat, în anul 337, sub domnia lui Mirian al III-lea. Legenda spune că regele Mirian a trecut la creștinism datorită sfintei Nino. Colhida de sudvest a ajuns creștină la 17 ianuarie 395, când a devenit provincie a Imperiului Roman de Est. Răspândirea creștinismului a fost favorizată de domnitori și de aristocrația georgiană, deoarece noua religie constituia o barieră împotriva influenței persane, care tindea să impună zoroastrismul. Iberia devenise încă din secolul al III-lea vasală a Imperiului Sasanid și adoptase de timpuriu, datorită acestui raport de dependență, structurile tipice feudalismului. Regatul își va schimba des apartenența politică în decursul evului mediu timpuriu, pentru a-și menține integritatea statală.
Un punct marcant în istoria conflictelor dintre regatele georgiene și Iran îl constituie revolta georgiano-armeană condusă de regele iberic Vahtang I. Gorgasali (446?-522?), întemeietorul noii capitale de la Tbilisi, împotriva Persiei în 482. Gorgasali stătea în fruntea unei Iberii puternice, care cucerise și regatele vestgeorgiene Lazica și Abhazia. Pentru a-și consolida poziția, regele impusese autocefalia bisericii georgiene, încheiase o alianță cu regatul Armeniei și se căsătorise cu Elena, o prințesă bizantină. Cu toate acestea, împăratul bizantin Zeno I nu a sărit în ajutorul Iberiei, care a fost înfrântă în 483 și devastată de persani. După o scurtă perioadă de exil în Lazica, Gorgasali a încheiat pacea cu persanii și a fost reîntronat în 485. După refuzul temerarului principe de a participa la o incursiune împotriva Bizanțului, Iberia a fost din nou atacată de sasanizi, sub comanda șahului Kavad. Deși armatele persane erau de trei ori mai numeroase decât cele iberice, georgienii au reușit să-și apere timp de patru zile cu eroism granița, într-o bătălie care l-a costat pe Gorgasali viața.

## Epoca feudală
Iberia a devenit astfel în secolul al VI-lea provincie persană, în timp ce Lazica căzuse sub stăpânirea Imperiului Bizantin. Deoarece persanii erau angajați în conflictul cu Imperiul Bizantin, iberienii au reușit să creeze mici principate independente, care se aflau într-o stare permanentă de război. În secolul al VII-lea, georgienii au fost nevoiți să facă față și invaziilor arabe. Arabii pătrunseseră în anul 642 pentru prima oară în ținuturile estgeorgiene, fără a le putea cuceri decât după o îndelungată perioadă de războaie, care au fărâmițat Lazica și Iberia. Unele state mici precum regatul Kartli și principatul Kaheția, condus de un principe cu titlul de corepiscopos, în centrul țătii, Hereția în est sau Egrisi-Abhazia în sudvest și-au putut totuși păstra independența până în secolul al X-lea. Arabii au întemeiat în secolul al VII-lea emiratul Tbilisi în centrul țării, care a dăinuit până în 1122. În această perioadă s-a dezvoltat în Georgia viticultura și în general agricultura, aceasta din urmă și datorită introducerii unui nou tip de plug georgian. Orașele mari erau în acea perioadă Tbilisi, Kutaisi, Uplistsikhe, Artanui, Telavi, Akhalkalaki, Dmanisi și Oltisi.
Sudvestul Georgiei, în care luase ființă Tao-Klardjetiția, rămăsese în acest timp protectorat bizantin. În principatele georgiene se ridicase un nou neam princiar, cel al Bagratizilor. Cu consimțământul Constantinopolului, ei au început să poarte în protectoratul Tao titlul de curopalat. La sfârșitul secolului al X-lea principele din Tao, Curopalatul David al III-lea, a inițiat unificarea statelor georgiene, ocupând în anul 976 regatul Kartli pentru fiul său adoptiv, Bagrat al III-lea. Acest tânăr principe, rudă cu David, a urcat apoi, după trei ani, și pe tronul regatului Egrisi-Abhazia,, moștenindu-l pe unchiul său din linie maternă, Teodosiu cel Orb. Începând cu anul 1001, el a domnit și peste Tao-Klarjetiția (Curopalatinatul Iveriei pentru bizantini) ca urmaș al lui David. Între anii 1008 și 1010, Bagrat a anexat Kaheția și Hereția, devenind astfel primul monarh al Georgiei unite, numită Sakartvelo, cu capitala la Kutaisi.
Noua monarhie a trebuit să facă față în al șaptelea deceniu al secolului XI invaziilor turcilor selgiucizi, care după victoria din 1071 asupra Imperiului Bizantin la Manzikert au ocupat Armenia și Anatolia. În 1081 erau deja ocupate și devastate de selgiuci Mesopotamia, Siria și o mare parte a Georgiei. Doar regiunile de munte ale Abhaziei, Svaneției și Raciei au rămas libere și au servit ca refugiu populației din regiunile cucerite, în care invadatorii ajunseseră să formeze  majoritatea. David al IV-lea (1073 – 1125), noul rege al Georgiei, care urcă în 1089 pe tron, la 16 ani, s-a văzut confruntat cu o situație extrem de dificilă. Chiar și în zonele libere existau neliniști, provocate de nobilimea nemulțumită de starea economică și politică precară, întregul popor georgian era pe cale de dispariție. După ce a reușit să-și elimine oponenții din interior, domnitorul a întreprins incursiuni împotriva segiucilor care i-au asigurat controlul asupra regiunii Kartli. În cursul acestor operațiuni a reușit să-și reformeze oștirea, instruindu-o el însuși și impunându-i o disciplină severă. Acțiunile lui pentru reîntregirea țării au fost favorizate de lupta pentru putere care izbucnise în Imperiul Selgiucid după uciderea vizirului Nizam al-Mulk de către secta asasinilor și moartea sultanului Malik-Șah în 1092. Selgiucizii erau slăbiți pe deasupra și de conflictul cu forțele cruciate. Astfel, în anul 1099 David a ajuns să nu mai plătească tributuri selgiucizilor, după eliberarea tuturor ținuturilor georgiene în afara emiratului Tbilisi și a Hereției. În 1103 el a reorganizat biserica, legând-o de stăpânirea sa prin instituirea unui logofăt domnesc (Mtsihnobart Ukhutsesi) în rangul de catholicos (arhiepiscop). În campania din 1103–1105, armata georgiană a recucerit Hereția și a întreprins raiduri încununate de succes pe teritoriul Șirvanului, care se afla încă sub dominația selgiucidă. Între 1110 și 1118 au fost cucerite Lori, Samșvilde, Rustavi și alte fortărețe din Kartlia inferioară și Tașiri, înconjurând astfel din toate părțile enclava devenită selgiucă de la Tbilisi.
Domnitor peste întinse ținuturi nepopulate, regele David a chemat în 1118-1119 războinici turcici kipchaci din nordul Caucazului să se stabilească cu familiile lor în Georgia. Acest remarcabil rege a populat și Kartli cu alanii veniți din nordul Caucazului, din Alania (Oseția de azi) care era din 1120 vasală Georgiei. Oștirile regale includeau mercenari ruși din Kiev și occidentali recrutați din rândurile cruciaților, numiți în Georgia „franci”, deși proveneau din diverse părți ale Europei.
În 1121, sultanul selgiuc Mahmud a declarat Georgiei Jihadul și a trimis o armată numeroasă sub conducerea generalului Al-Ghazee împotriva lui David, care a fost însă învinsă de acesta în bătălia de la Didgori. Un an mai târziu David a cucerit Tbilisiul, făcându-l capitala regatului său. În urma acestor izbânzi Georgia a dobândit și zona de vest a Șirvanului, regatul care înlocuise Albania Caucaziană, Șirvanul însuși devenise un vasal georgian. David a eliberat apoi, în 1123, Armenia la cererea nobililor din Ani și a fost uns în 1124 drept rege al armenilor, incluzând nordul Armeniei printre domeniile coroanei georgiene. Georgia a devenit astfel cea mai importantă putere în Transcaucazia, cuprinzând conform testamentului regelui David un ținut întins „din Nicopsia până la Daruband și din Oseția până la Aragaț”. Domnia lui David, supranumit „Constructorul” (Aghmașenebeli în georgiană) este considerată drept debutul unei „Epoci de Aur” în istoria Georgiei. 

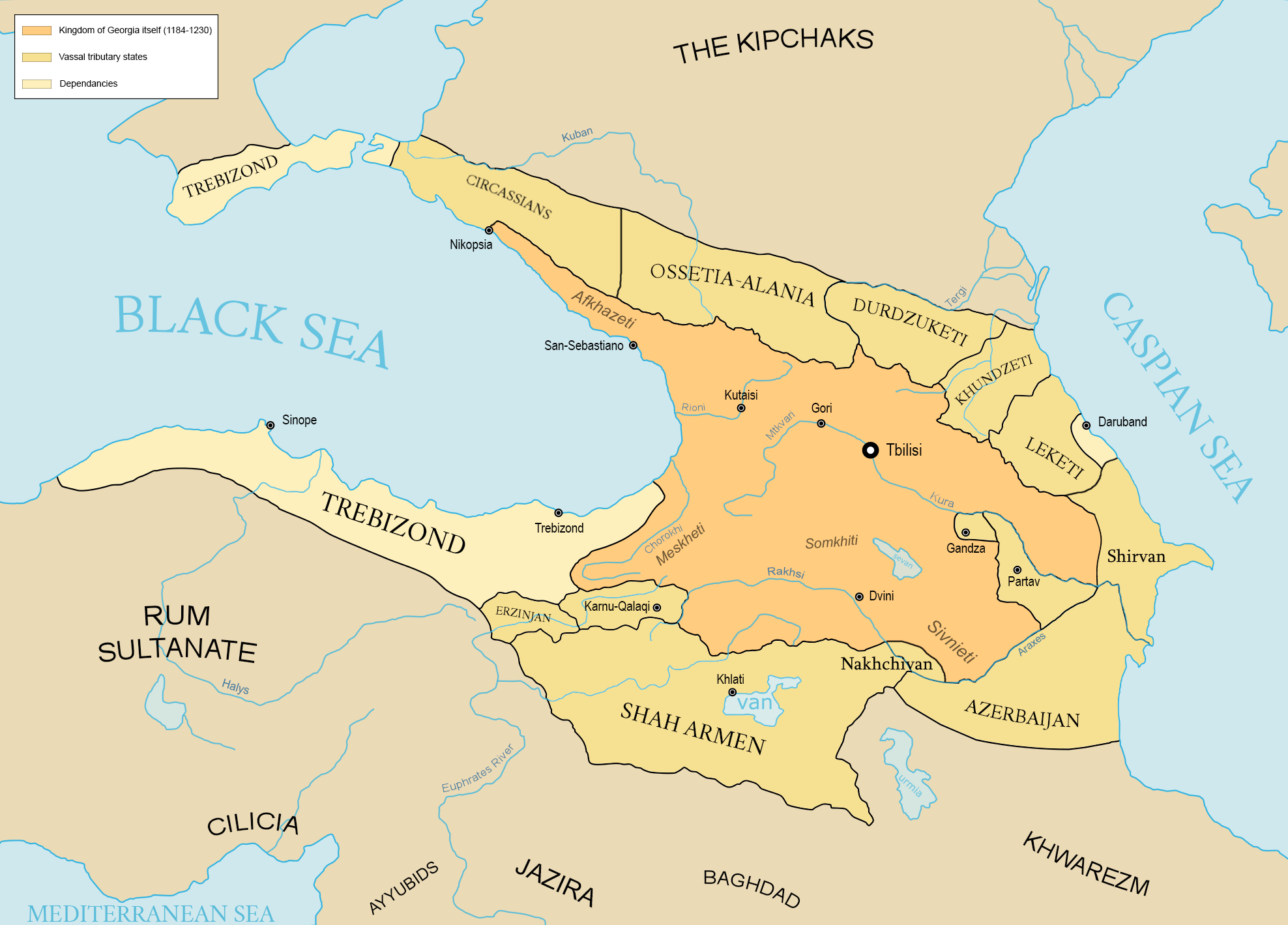
Georgia între 1184 și 1230

Sub domnia lui Georgi al III-lea (1156-1184) și a reginei Tamar (1184-1213), strănepoata regelui David, perioada de înflorire a continuat. În timpul domniei lui Tamar, care a condus inițial țara alături de tatăl ei Georgi, teritoriul regatului a fost extins conform documentelor până la râul Tetri Tskali (Chalan-Usun) în est. În sudest, regatul se întindea până la valea râului Aras, care desparte azi Armenia și Azerbaidjanul de Iran, granița de sudvest îi era formată de râul Porchkhis-Tskali. La vest Georgia ocupa coasta Mării Negre până la Nicopsia, în apropierea actualului Tuapse, la nord era străjuită de Caucazii Mari. Și popoarele de dincolo de Caucazi plăteau tributuri Georgiei. Economia Georgiei a prosperat în acea perioadă, regatul întreținând relații comerciale nu numai cu vecinii săi, ci cu întreg orientul mijlociu. Exinderea teritorială, progresul economic și stabilitatea politică favorizară dezvoltarea culturală, mai ales în zonele centrale de șes. În această perioadă apar primele cronici în limba georgiană (Kartlis Tskhovreba de exemplu), se scriu tratate filosofice, se pun bazele unei jurisdicții, sunt întemeiate Alaverdi, Bagrati, Bana, ansamblul monastic de la Gelati, etc. Tbilisiul număra în acea perioadă 100.000 locuitori, nu cu mult mai puțini decât Constantinopolul, care intrase pe atunci într-o perioadă de declin.
Această perioadă de înflorire a fost curmată în anul 1236 de primele invazii mongole, urmate de raidurile de jaf întreprinse de Tamerlan (1336 - 1405) care au dus la destrămarea regatului lui David al IV-lea. Georgia a mai putut fi reunificată doar pe durata domniei lui Georgi al V-lea „cel Strălucit”, între 1318 și 1346.
În secolul al XV-lea s-au format pe teritoriul Georgiei următoarele formațiuni statale: în vest regatul Imereția, cu principatele în mare măsură independente Guria, Migrelia, Abhazia, Svaneția și Racia, în zona centrală regatul Kartli cu principatele Ksavi, Aragwi și Muchrani, în est regatul Kaheția și în fine în zona sudestică atabeylikul Samzche (actualmente pe teritoriul nordestic al Turciei, zona fiind între timp turcizată și islamizată).
În decursul secolului al XVI-lea Georgia este împârțită în regatele Imereția, Kaheția și Kartli, precum și în cinci principate care stau sub influența osmană și persană.
Luptele permanente cu turcii în vest și cu persanii în est l-au determinat pe regele Kartliei-Kaheției, Heraclius al II-lea (1744-1798) să încheie în anul 1783 und acord cu Ecaterina a II-a a Rusiei, prin care regatul est-georgian acceptă protecția rusă.

## Georgia înImperiul Rus, 1801–1917
Țarul Alexandru I al Rusiei va anexa regatul Kartliei printr-un decret din 1801. În 1810 cade și regatul Imereției sub stăpânirea rusă. Imperiul rus va pune în decursul secolului al XIX-lea stăpânire pe toate regiunile georgiene; Guria este anexată în 1828, Migrelia în 1857, Svaneția între 1857 și 1858, principatul Abhaziei în 1864. Noua provincie din sudul imperiului va fi numită de ruși „Gruzia”. 

## Prima republică, 1917-1921
După Revoluția din Octombrie, provincia Gruzia s-a declarat în 26 mai 1918 independentă. Noua Republică Democrată a Georgiei a fost însă la scurt timp după înființare, în 16 februarie 1921, cucerită de Armata Roșie și anexată Uniunii Sovietice.

## Republica Sovietică Socialistă Georgiană

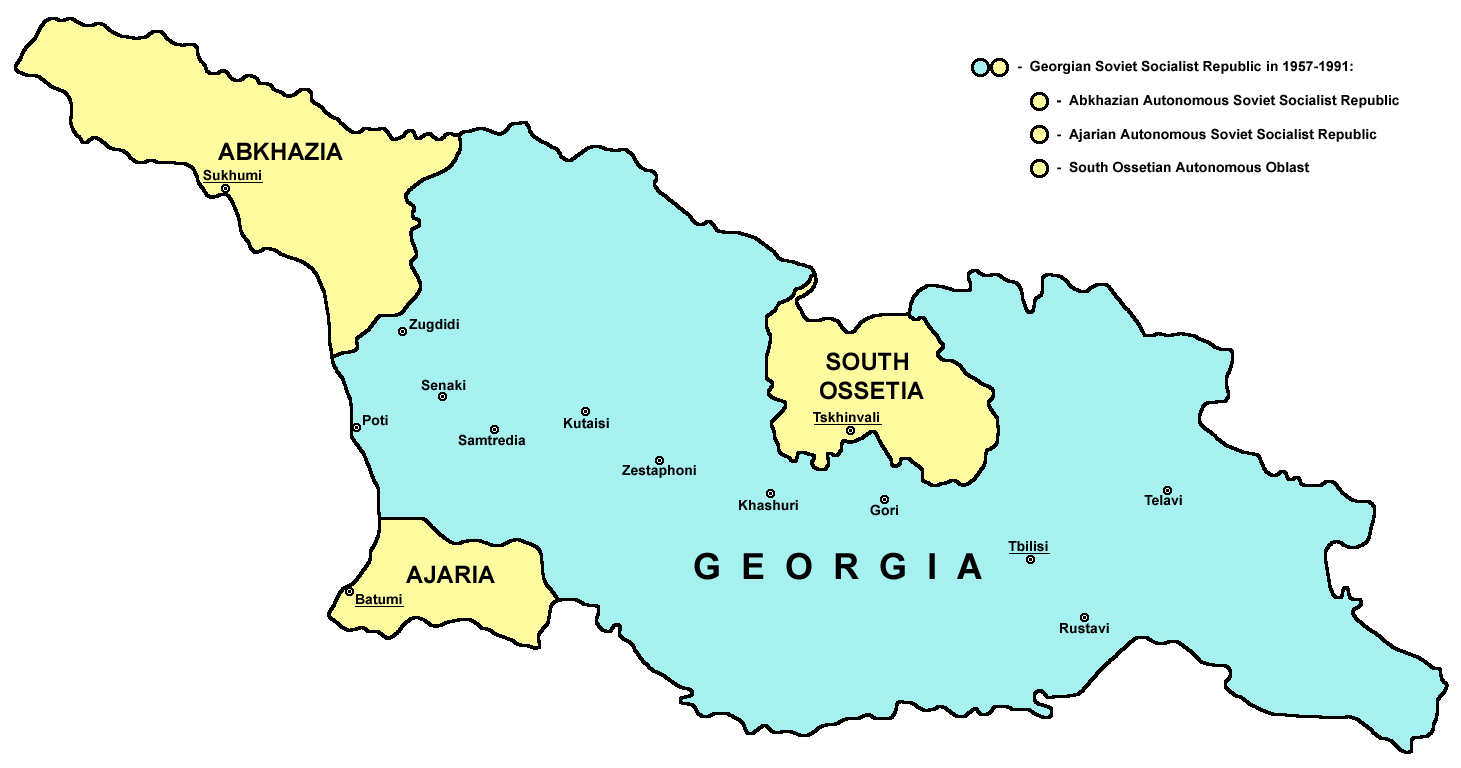

Republica sovietică avea în componența sa republicile autonome Abhazia și Ajaria, în nord-vestul, respectiv în sud-vestul țării, și regiunea autonomă a Oseției de Sud. Importanța Gruziei pentru economia sovietică consta în exploatarea de cărbuni și de minereuri de mangan, producția de oțel, de automobile, mașini-unelte, ciment, hârtie, țesături de lână și bumbac, produse alimentare și petrochimice. Producția viticolă ocupa primul loc în cadrul Uniunii Sovietice. Turismul era dezvoltat pe malurile Mării Negre și în zona Munților Caucaz.

## Cea de-a treia republică, după 1991
În decursul celui de-al nouălea deceniu al secolului XX au luat ființă puternice mișcări de independență, care și-au atins țelul la 9 aprilie 1991, odată cu declarația de independență față de Uniunea Sovietică. În același timp au izbucnit în Abhazia și Oseția de Sudest războaie de secesiune. Prezența armată a Rusiei împiedică până azi controlul guvernului georgian asupra întregului teritoriu al țării. Oseția de Sudest a ieșit victorioasă din războiul de secesiune, cu ajutorul rus, în regiunea independentă a Abhaziei domnește până azi un acord foarte precar de încetare a ostilităților.
Primul președinte al Georgiei după recucerirea independenței, Zviad Gamzahurdia, a fost răsturnat de un puci. Următorul președinte, fostul ministru sovietic de externe Eduard Șevardnadze, a inițiat importante reforme democratice, dar nu a reușit să pună capăt recesiunii economice care face din Georgia unul din cel mai sărace state din zona Caucazului.

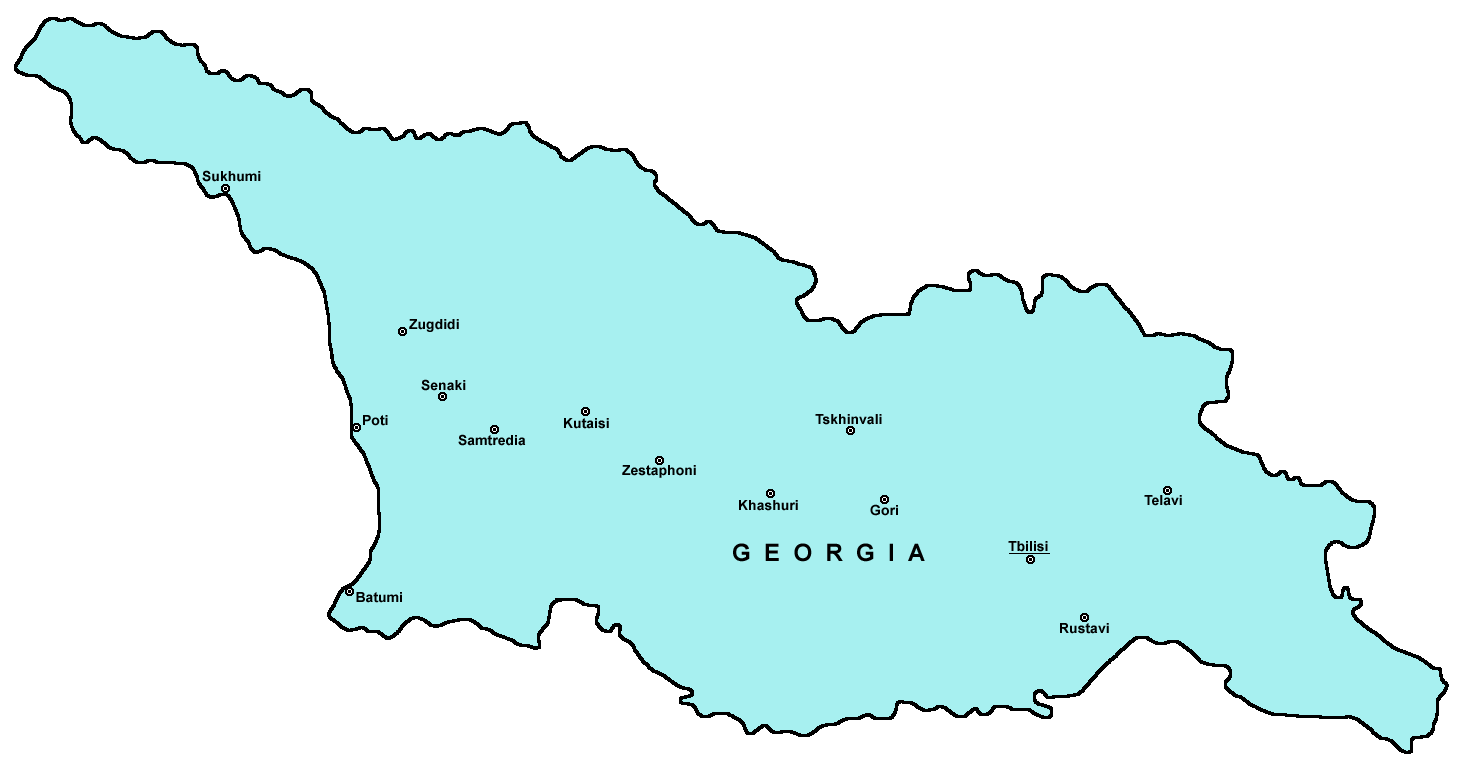

Ca urmare a unor grave acuzații de corupție și de fraudare a voturilor la alegerile parlamentare din 2003, care au dus la protestele pașnice cunoscute sub numele de Revoluția Trandafirilor, Șevardnadze a trebuit să-și dea în noiembrie 2003 demisia, fiind înlocuit în ianuarie 2004 de Mihail Saakașvili. Prim ministru a fost numit Zurab Zhvania, al cărui guvern însuma mai mulți miniștri care trăiseră până atunci în străinătate. Lupta împotriva corupției pare a avea succes de atunci, datoria externă a statului a scăzut pentru prima oară în 2004. Saakașvili a reușit și să reunifice Ajaria cu Georgia, după ce premierul separatist Aslan Abashidze a fost obligat de demonstrațiile de la Batumi să-și dea demisia.
Pe 3 februarie 2005, primul-ministru georgian Zurab Zhvania a murit în ceea ce pare a fi un accident, asfixiat cu monoxid de carbon acasă la adjunctul guvernatorului, Raul Usupov. La ședința de urgență din aceeași zi, Giorgi Baramidze a fost numit în funcția de prim-ministru interimar. Pe 17 februarie a fost ales de parlament Zurab Noghaideli, fostul ministru al finanțelor, ca premier.